# NGC 5538
NGC 5538 est une galaxie spirale située dans la constellation du Bouvier. Sa vitesse par rapport au fond diffus cosmologique est de 7 271 ± 17 km/s, ce qui correspond à une distance de Hubble de 107,3 ± 7,5 Mpc (∼350 millions d'al). NGC 5538 a été découverte par l'ingénieur irlandais Bindon Stoney en 1851.
Selon la base de données Simbad, NGC 5538 est une galaxie LINER, c'est-à-dire une galaxie dont le noyau présente un spectre d'émission caractérisé par de larges raies d'atomes faiblement ionisés.
Wolfgang Steinicke identifie aussi la galaxie PGC 91351 à NGC 5538, mais cette galaxie moins lumineuse est à plusieurs minutes d'arc au sud de NGC 5538. Il s'agit donc d'une erreur.

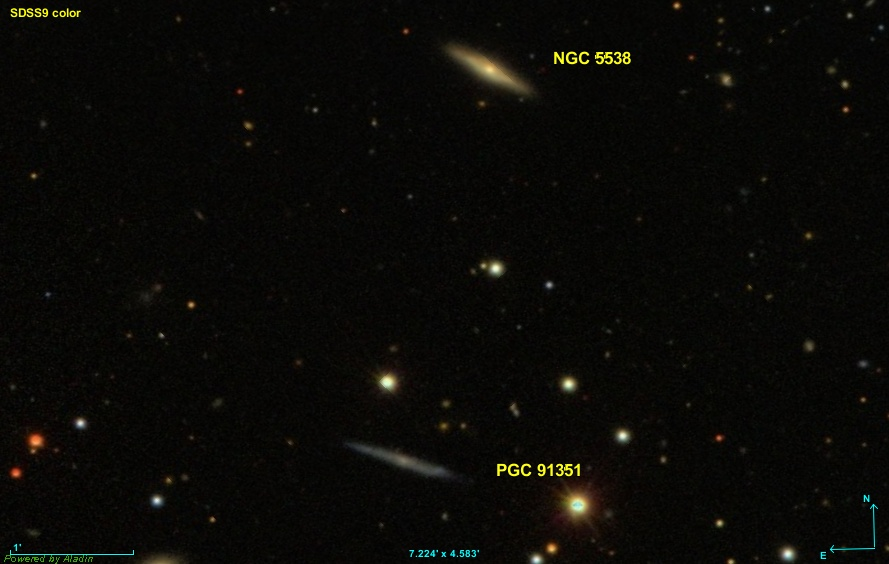
PGC 91351 est à plusieurs minutes d'arc au sud de NGC 5538.